# Нагурский, Ян Иосифович
Ян (Ива́н) Ио́сифович Нагу́рский (пол. Alfons Jan Nagórski, 27 января (8 февраля) 1888, Влоцлавек, Варшавская губерния, Царство Польское, Российская империя — 9 июня 1976, Варшава, ПНР) — морской лётчик Российского императорского военно-воздушного флота, гидроавиатор, первый в мире полярный лётчик. Первым совершил полёты на самолёте севернее полярного круга. Первым в мире выполнил мёртвую петлю на гидросамолёте.

## Образование

Подпоручик Ян Нагурский, 1912 год.

По национальности — поляк. Родился 8 февраля 1888 года по н. ст. в семье мелкого польского землевладельца (мельника). Учился в гимназии, но прервал обучение после 6 класса из-за отсутствия денег. В 1905 году, после экзамена, начал работать учителем в сельской школе.
В 1906 году поступил в Одесское пехотное юнкерское училище, откуда в 1909 году был выпущен подпоручиком в 23-й Сибирский стрелковый полк, расквартированный в Хабаровске.
В конце 1910 года подал рапорт на поступление в Морское инженерное училище и продолжил обучение в Санкт-Петербурге.
Вдохновлённый демонстрационными полётами Сергея Уточкина, с начала 1911 года по 1912 год Нагурский прошёл курс обучения в Императорском Всероссийском аэроклубе в Новой Деревне под руководством инструктора Раевского.
В июне 1912 года Нагурский, окончив Теоретические авиационные курсы при Санкт-Петербургском политехническом институте, поступил в Гатчинскую офицерскую воздухоплавательную школу. В следующем 1913 году получил звание военного лётчика.
Одновременно с авиационной подготовкой, в июле 1913 года Нагурский успешно защитил диплом морского инженера и был назначен в Главное Гидрографическое Управление.

## Первые в мире полёты в Арктике

### Подготовка экспедиции
К 1914 году сразу три русские арктические экспедиции В. А. Русанова, Г. Л. Брусилова и Г. Я. Седова считались пропавшими без вести. По инициативе Русского Географического общества 18 января 1914 года Совет министров дал указание морскому министерству организовать их поиски.
Выполнение поисковых работ было возложено на Главное гидрографическое управление. Начальник Главного гидрографического управления генерал-лейтенант М. Е. Жданко вызвал поручика по адмиралтейству Нагурского и спросил его мнение о возможности полётов в Арктике.

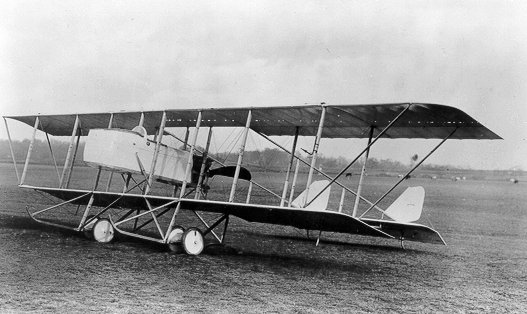
Самолёт Farman MF.11

Нагурский не имел полярного опыта и вступил в переписку с Амундсеном. Первоначально Нагурский рассматривал возможность использования гидросамолёта Григоровича «М-5», однако затем остановил выбор на «Фармане МФ-11».
21 мая 1914 года Нагурский выехал в Париж на завод Фармана для приёмки самолёта. Кроме того, он посетил завод Рено, где был изготовлен авиадвигатель мощностью 70 л. с. Самолёт был снабжён поплавками для взлёта и посадки на воду, способен поднимать груз в 300 кг и развивать скорость до 100 км/ч. Запаса топлива на борту должно было хватить на пять или шесть часов полёта. Здесь же Нагурский пытался нанять французского авиатехника для обслуживания самолёта в ходе экспедиции, но никто не согласился.
14 июня, после 18 испытательных полётов, самолёт был разобран и упакован в восемь ящиков. 22 июня Нагурский уже был в Кристиании, а ящики с самолётом бережно погружены на барк «Эклипс». Всего в экспедиции участвовали четыре судна, в том числе «Эклипс» и «Герта» были приобретены правительством для нужд экспедиции, а «Андромеда» и «Печора» арендованы.
Руководитель экспедиции капитан 1-го ранга Исхак Ислямов скептически отнёсся к идее воздушного поиска, однако Нагурский получил поддержку Амундсена и Отто Свердрупа. 30 июня «Эклипс», провожаемый Нансеном, русским послом, мэром и публикой, под командованием Свердрупа покинул Кристианию.
1 августа «Эклипс» прибыл в Александровск-на-Мурмане (ныне Полярный).
Здесь к Нагурскому присоединился опытный авиатехник морской авиации Евгений Кузнецов, матрос-доброволец, прибывший из Севастополя.
Дальнейший путь самолёта и экипажа проходил на пароходе «Печора» под командованием капитана 2-го ранга П. А. Синицына. По заданию Ислямова, Нагурскому предстояло обследовать с воздуха район побережья Новой Земли от Крестовой губы до полуострова Панкратьева.

### Полёты
«Печора» вышла в море 13 августа и, пользуясь свободным от льда морем, уже 16 августа достигла Крестовой губы. Там на якорной стоянке их уже ожидала «Андромеда» под командованием Г. И. Поспелова. «Андромеда» была остановлена льдами и не смогла пройти севернее вдоль побережья. От первоначального плана Нагурского разместить базу на острове Панкратьева пришлось отказаться.

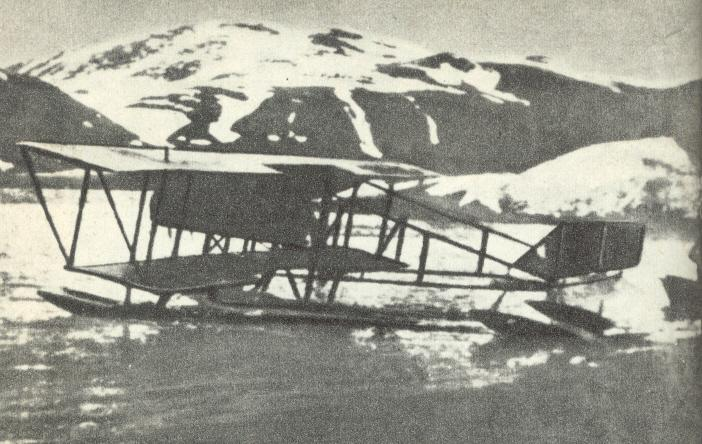
Гидросамолёт Нагурского Farman MF.11 в бухте Крестовая губа на Новой Земле.

Самолёт был собран Нагурским и Кузнецовым на берегу Новой Земли у становища Ольгинского при помощи членов экипажа «Печоры». Работа была трудной. Температура днём достигала +1 °C, однако ночью падала ниже нуля. Сборка заняла два дня.
21 августа Нагурский взлетел первый раз, сделал несколько кругов и приводнился. Не теряя времени, Нагурский погрузил на борт продовольствие на 10 дней, винтовку, лыжи и вместе с Кузнецовым в 16:30 вновь взлетел.
Позже Нагурский вспоминал:
«Тяжело груженный самолёт с трудом поднялся надо льдами, но затем стал быстро набирать высоту; перед нами открывались все более красивые виды. Направо находился остров с грядами островерхих хребтов и спускавшимися по ним ледниками, налево — белый океан, на котором кое-где виднелись темные пятна открытой воды. Ледяными верхушками сверкали живописные, фантастических форм айсберги. Они были расположены то ровными рядами, то беспорядочно разбросаны; по форме одни напоминали стройные обелиски или призмы, другие — странного вида коряги. Все они искрились, как бы обсыпанные миллионами бриллиантов, в лучах незаходящего солнца. Сознание, что я первый человек, поднявшийся на самолёте в этом суровом краю вечной зимы, наполняло радостью и беспокойством, мешало сосредоточиться.»
В 20:50, преодолев расстояние в 450 километров, Нагурский успешно сел на воду. Первый в истории человечества арктический полёт длился 4 часа 20 минут.

### Результаты полётов
Всего Нагурский совершил 5 длительных разведывательных полётов (21, 22, 23 августа, 12 и 13 сентября 1914 года) на высоте 800—1200 метров вдоль западного побережья Новой Земли и у Земли Франца-Иосифа. Во время последнего полёта он достиг 76 параллели. Общая продолжительность полётов составила 10 часов 40 минут, расстояние около 1060 километров.
Несмотря на то, что никаких следов (кроме каирна Седова) пропавших экспедиций с воздуха обнаружить не удалось, Нагурский внёс существенные коррективы в существовавшие карты, а также смог предоставлять сопровождающим судам информацию о состоянии льда по маршруту движения — то есть впервые выполнил функции ледовой разведки.
На обратном пути Нагурский подготовил отчёт о полётах для Главного гидрографического управления. Суммируя накопленный опыт, Нагурский подробно изложил свои наблюдения и разработал рекомендации для последующих полётов в Арктике, в частности:
- в верхних слоях атмосферы температура ниже, чем у поверхности (аэронавт Андре предполагал обратное и ошибся);
- скорость и направление ветра меняется очень часто, на дистанции полёта 200 вёрст направление ветра менялось три или четыре раза;
- часты туман и облачность;
- летом достаточно светло, чтобы летать круглые сутки;
- некоторые участки побережья Новой Земли неверно изображены на картах;
- поплавки гидросамолётов должны иметь отсеки для непотопляемости;
- гидросамолёты должны комплектоваться как можно большим запасом поплавков и пропеллеров, за месяц полётов были сломаны два пропеллера;
- самолёты нужно окрашивать в красный цвет, как наиболее заметный на фоне белого;
- одежда пилотов должна быть более тёплой, особое внимание нужно уделять тёплой и непромокаемой обуви

… и так далее.
14 октября 1914 года Нагурский лично доложил результаты генерал-лейтенанту Жданко. Кроме того, Нагурский изложил Жданко проект полёта к Северному полюсу. Главную базу экспедиции Нагурский предполагал организовать на острове Рудольфа — это самый северный остров Земли Франца-Иосифа, в то же время обычно доступный для судов. От главной базы на север, через каждые 200 км, планировалось построить три вспомогательные базы с взлётными полосами, запасами еды и топлива. Жданко был впечатлён идеей, но война создавала более насущные проблемы. По результатам экспедиции Жданко представил Нагурского к награждению «Орденом Святого Станислава».
Подробный отчёт Нагурского был издан в роскошном переплёте из тиснёной кожи и преподнесён морским министром Григоровичем царю. Через некоторое время отчёт вернулся с царской резолюцией «Прочитал с удовольствием». По такому случаю Нагурский награждён 6 декабря 1914 года орденом Св. Анны 3-й степени.

## Дальнейшая жизнь
После возвращения на Балтику Нагурский продолжил службу в морской авиации и принимал участие в первой мировой войне. Командовал авиационным отрядом, авиационным дивизионом Балтийского флота. С базы в Або совершал разведывательные полёты над Балтийским морем. В январе 1915 года первым на Балтике в опытном порядке установил «пулемёт» на своём самолёте «Фарман-11» и выполнял на нём опытные стрельбы. 18 апреля 1915 года в разведвылете обнаружил германский крейсер «Тетис» и сбросил на него бомбы, получив повреждения ответным огнём с корабля, посадил самолёт на воду, устранил повреждения и взлетел, благополучно прибыв на базу. 17 сентября 1916 года, пилотируя летающую лодку М-9 Григоровича, выполнил петлю Нестерова. Это была первая в мире мёртвая петля, выполненная на гидросамолёте. В 1917 году самолёт Нагурского был сбит над Балтикой и он считался пропавшим без вести. Однако после нескольких часов в море он был спасён русской подводной лодкой и доставлен в госпиталь в Риге.
После Октябрьской революции Нагурский некоторое время служил в красной авиации. В начале 1919 года, взяв отпуск на службе, через Либаву и Гданьск уехал в Польшу и в Россию уже не вернулся.
В советской версии биографии Нагурского, написанной в 1950-х годах, о последующих событиях в жизни Нагурского говорилось: «…Панская Польша вынашивает планы нападения на молодую Советскую республику. Нагурский не хочет, не может воевать против России…» и поэтому регистрируется в полиции как «нижний чин», чтобы скрыть своё офицерское прошлое.
Польский автор Станислав Александрович сообщал обратное: Нагурский просил о приёме на службу в польскую морскую авиацию, однако, в отличие от других бывших русских пилотов польской национальности, ему было отказано — можно предположить, что на это решение повлиял факт службы в России при новой власти. Поэтому большой профессиональный опыт Нагурского в области авиации использован не был.
По предложению знакомого Нагурский занял должность инженера на небольшом сахарном заводе, работал в других отраслях. Его связь с авиацией ограничивалась сотрудничеством с историческим комитетом Польского аэроклуба в довоенный период, после чего прекратилась.
Сведения о встрече Нагурского с американским полярным лётчиком Ричардом Бэрдом, которому он якобы «передал свой опыт полярных полётов», не находят подтверждения. Сам Нагурский в автобиографической книге писал только о письме, полученном от Бэрда в 1925 году.
В Польше о его прошлом ничего не было известно, а в СССР лётчика Нагурского считали погибшим, так как в хаосе гражданской войны документы были утеряны.
Нагурский пережил Вторую мировую войну и продолжал работать инженером-конструктором и руководителем конструкторского бюро в Гданьске и Варшаве. В 1955 году он присутствовал на лекции Чеслава Центкевича автора многих книг о полярных исследованиях, который мельком упомянул о «давно забытом пионере авиации русском лётчике Иване Нагурском который погиб в 1917 году». Тогда Нагурский встал и объявил, что он не русский и вовсе не умер. Этот случай широко освещался в польской прессе и Нагурский стал известным человеком.
27 июля 1956 года Нагурский прилетел в Россию — впервые за почти 40 лет. В Москве Нагурский встретился с полярными лётчиками Чухновским, Водопьяновым, Шевелёвым и Титловым. Чухновский был первым советским авиатором, совершившим полёты в Арктике после Нагурского — десятилетием позже, в 1924 году. В Ленинграде Нагурский познакомился с Верой Валерьевной Седовой, вдовой Георгия Седова, чью экспедицию он пытался отыскать в 1914 году. Поездка Нагурского по СССР завершилась посещением Одессы.
Нагурский описал, по совету Центкевича, свои полярные полёты в книге «Первый над Арктикой» (1958). Во второй части воспоминаний, книге «Над пылающей Балтикой» (1960), описал службу во время первой мировой войны.
Умер 9 июня 1976 года в возрасте 88 лет в Варшаве, похоронен на Северном коммунальном кладбище (фото могилы).

## Награды
- Орден Святого Станислава и Орден Святой Анны III степени за полёты в полярных широтах.
- Орден Святой Анны IV степени с темляком «За храбрость» в сентябре 1915 года за боевые действия в Балтийском море.
- Орден Святого Владимира «с мечами» в октябре 1915 года за боевые действия в Балтийском море.
- Орден Святого Владимира II степени за боевые действия в Балтийском море.
- Орден Возрождения Польши Офицерского класса за выдающиеся заслуги.

## Память
В честь Яна Нагурского названы:
- Мыс Нагурского в северной части острова Земля Александры в архипелаге Земля Франца-Иосифа (название мысу присвоено в 1953—1955 гг.)[11].
- Гидрометеорологическая полярная станция «Нагурская» Госкомгидромета СССР на острове Земля Александры в архипелаге Земля Франца-Иосифа (закрыта в 1997 году).
- Вспомогательный аэродром «Нагурское» Оперативной Группы Арктики (ОГА) Дальней авиации СССР на Земле Франца-Иосифа (закрыт, по состоянию на 2009 год используется как взлётно-посадочная площадка авиации пограничной службы ФСБ России).
- С мая 2007 года — база пограничной службы ФСБ России «Нагурская» на Земле Александры[12]. 80°48′38″ с. ш. 47°39′01″ в. д.HGЯO, см. также вид базы в 2008 году.

## Сочинения
- Jan Nagórski. Pierwszy nad Arktyką (пол.). — Warszawa: Wydawnictwo Ministerstwa Obrony Narodowej, 1958.
- Нагурский Я. Первый над Арктикой. — Л.: Морской транспорт, 1960.
- Jan Nagórski. Nad płonącym Bałtykiem (пол.). — Warszawa: Wydawnictwo Ministerstwa Obrony Narodowej, 1960.